# András Törő
András Törő (n. 10 iulie 1940, Budapesta, Regatul Ungariei) este un inginer ce a reprezentat Statele Unite ale Americii, medaliat olimpic. A participat la 4 ediții ale Jocurilor Olimpice (1960, 1964, 1972, 1976) în care a câștigat o medalie de bronz.